# Hans Dulfer

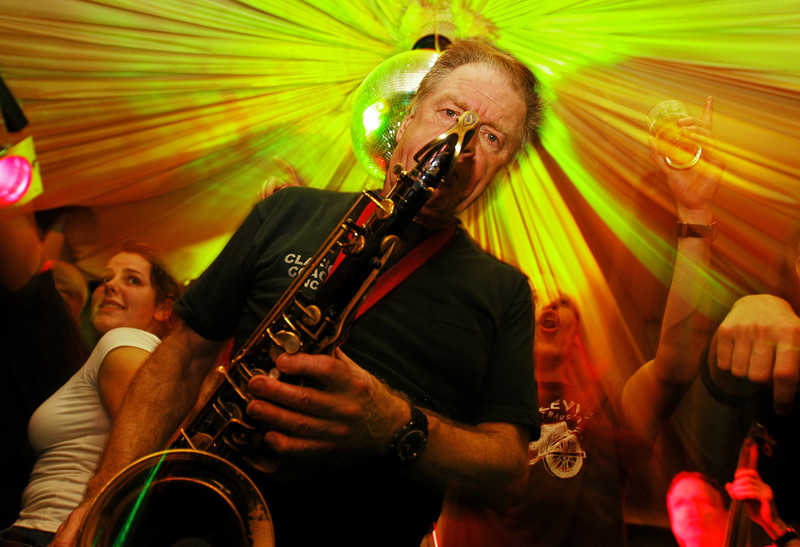
Hans Dulfer

Hans Dulfer (* 28. Mai 1940 in Amsterdam, Niederlande) ist ein niederländischer Jazz-Tenorsaxophonist.

## Leben und Karriere
Mitte der 1950er nahm er sein erstes Tenorsaxophon zur Hand und im Alter von 17 Jahren begann seine musikalische Karriere. Dulfer war unter anderem Bandmitglied bei Theo Loevendie. Die Musikrichtung Jazz sei „seine erste Liebe“ gewesen und werde auch seine letzte sein. Dies bedeute jedoch nicht, dass Jazz auf eine historische Periode beschränkt sei, sagte Dulfer. Er wird als „Master Chef des Crossover“ bezeichnet, sein Musikstil kann den Genres „Jazz-Metal-Trip-Hop-Funk-Rap-Rock-Groove“ zugeordnet werden. Zudem widmete sich Dulfer der Musikrichtung Punk.
In den Niederlanden hat Dulfer Generationen von Musikern beeinflusst und arbeitet bis heute mit jungen Musikern zusammen. Insbesondere in Japan ist er kommerziell erfolgreich. Am 24. Dezember 1998 trat Dulfer, gemeinsam mit seiner Tochter Candy und Lenny Kravitz, bei einer Aftershow von Prince im Musikklub Tivoli in Utrecht als musikalischer Gast auf.
Hans Dulfer wurde 1969 mit dem angesehenen Wessel Ilcken Prijs ausgezeichnet. Er ist der Vater von Candy Dulfer, die ebenfalls eine erfolgreiche Saxophonistin ist.

## Diskografie (Auswahl)

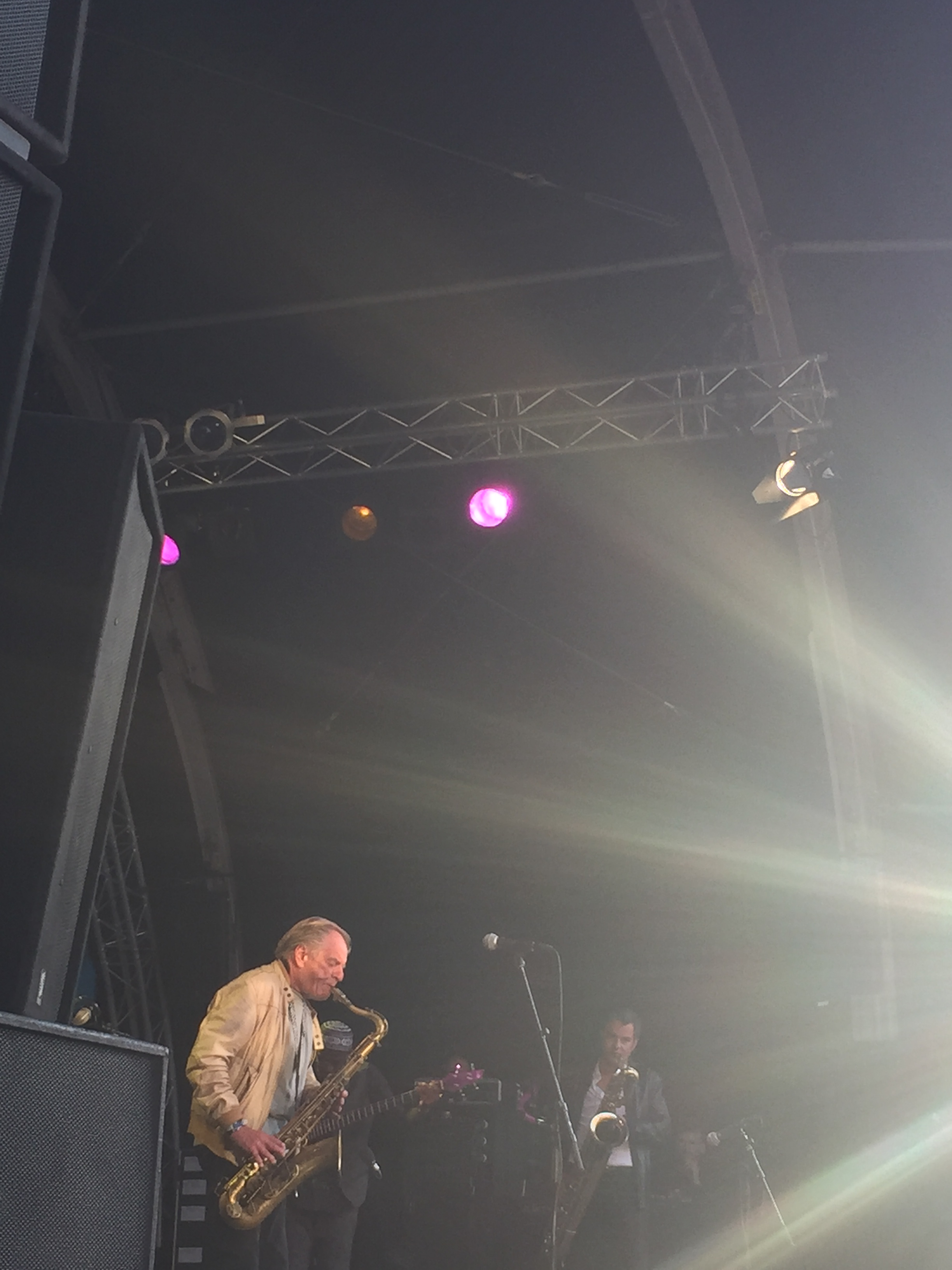
Hans Dulfer (2022)

- Candy Clouds (1971)
- El Saxofon (1972)
- Express Delayed (1978)
- Big Boy (1994)
- Hyperbeat (1995)
- Dig! (1996)
- Skin Deep (1998)
- Papa’s Got a Brand New Sax (1999)
- El Saxofon (2000)
- Dulfer Dulfer (2002)
- Scissors (2003)
- Duo Dulfer Directie (2018)